# Мередит, Билли
Уи́льям Ге́нри Ме́редит (англ. William Henry Meredith; 30 июля 1874, Черк, Уэльс — 19 апреля 1958, Манчестер, Англия), более известный как Би́лли Ме́редит (англ. Billy Meredith) — валлийский футболист начала XX века, ставший одной из первых «суперзвёзд» в истории футбола. За свою более чем 30-летнюю профессиональную карьеру, проведённую в таких клубах как «Черк», «Манчестер Сити» и «Манчестер Юнайтед», Мередит выиграл каждый из существовавших тогда в английском футболе крупных трофеев и кубков. Выступал на профессиональном уровне почти до 50 лет (свой последний матч в высшем дивизионе чемпионата Англии сыграл в возрасте 49 лет). На протяжении 25 лет выступал за сборную Уэльса, с которой в 1907 и 1920 годах выиграл Домашний чемпионат Великобритании. Является первым футболистом в истории, сыгравшим 1000 официальных матчей.

## Ранние годы и начало карьеры
Билли Мередит родился в 1874 году в Блэк Парк, небольшом шахтёрском городке в Северном Уэльсе к югу от Рексема. С 12 лет работал в угольной шахте Блэк Парка в качестве погонщика пони в подземных туннелях. Его старшие братья играли в футбол, что вызвало интерес у юного Билли. Старший брат Элиас работал машинистом поезда на железной дороге Ланкашира и Йоркшира. Работа позволяла ему брать младшего брата Билли на матчи профессиональных футбольных клубов — таких как «Эвертон». Футбол был любимым времяпрепровождением для шахтёров того времени, и уровень любительских команд из небольших городов в северо-восточном Уэльсе был достаточно высоким. Футбольный клуб «Черк» выигрывал Кубок Уэльса пять раз в период с 1887 по 1894 годы, причём команды состояли, по большей части, из работников шахт. Все братья Мередит играли в футбол, но первым значительного успеха смог добиться Сэм, который был на два года старше Билли. Он покинул «Черк» и начал профессиональную карьеру в английском «Стоке», где играл на позиции крайнего защитника.
Билли Мередит тренировался под руководством директора местной школы в Черке Т. Э. Томаса. Мистер Томас проводил тренировки следующим образом: он устанавливал пенни в дальнем конце школьного двора и просил своих учеников пробить мячом в монетку. Ученик, пославший мяч максимально близко к монетке, получал её в подарок. Кроме того, Томас считал, что для футболиста очень важно «сохранять мяч на земле»: так, если после удара кого-либо из учеников мяч случайно вылетал за забор школьного двора, директор сразу же отправлял провинившегося за школьную парту в качестве наказания.
Билли начал играть за резервный состав «Черка» в возрасте 16 лет, а через пару сезонов был приглашён в основной состав. В сентябре 1892 года он дебютировал в первой команде «Черка». Клуб выступал в Комбинации — лиге, состоящей из команд небольших городков, а также из резервных составов клубов крупных городов. В конце сезона 1892/93 Мередит сыграл в финале Кубка Уэльса, в котором «Черк» проиграл «Рексему» со счётом 1:2. В 1893 году шахтёры организовали забастовку в знак протеста против сокращения зарплат. «Черк» вышел из состава Комбинации и вступил в систему футбольных лиг Уэльса. Мередит решил играть в Футбольной лиге Англии, приняв предложение клуба «Нортуич Виктория». «Нортуич» был аутсайдером, и по окончании сезона 1893/94 вышел из состава Футбольной лиги, заняв последнее место во Втором дивизионе. Клуб выиграл лишь три матча в чемпионате; Мередит участвовал во всех победных встречах. Также в этом году он играл за «Рексем». Вернувшись в «Черк», Мередит забил 11 голов в 3 матчах валлийской лиги. Также он выиграл свой первый трофей, сыграв в победном финале Кубка Уэльса 1894 года против «Вестминстер Роверс».

## Клубная карьера

### «Манчестер Сити» (1894—1905)
Яркие выступления Мередита в «Нортуиче» привлекли внимание ряда клубов Футбольной лиги. Ди Джонс из «Болтон Уондерерс», ранее игравший за «Черк», предложил Мередиту присоединиться к его клубу, но секретарь «Болтона» Джон Бентли счёл Мередита слишком неопытным, а также слишком худощавым. Лоуренс Фернисс, администратор «Ардуика», впервые заметил талантливого валлийца, работая судьёй на матче с участием «Нортуича». Мередит также сыграл в обеих встречах между «Нортуичем» и «Ардуиком» в сезоне 1893/94. В 1894 году «Ардуик», к тому времени сменивший название на «Манчестер Сити», активно пытался подписать Мередита. На переговоры с Мередитом в Уэльс отправились секретарь «Манчестер Сити» Джошуа Парлби и председатель клуба Джон Чепмен. По легенде, их сначала прогнали недоверчивые местные жители, но затем всё-таки им было разрешено говорить с Мередитом после того, как они заказали выпивку его коллегам-шахтёрам. Мередит не хотел уезжать из Черка. Особенно противилась переезду Билли его мать: «Вам, джентльмены, хорошо вот так покидать ваши большие города, приезжать в наши деревни и красть наших мальчиков... Наши мальчики счастливы и здоровы, они довольны своей работой и невинными развлечениями... если Билли прислушается к моему совету, он продолжит работать и играть в футбол для собственного развлечения после завершения работы». В итоге Мередит всё-таки согласился подписать контракт с «Манчестер Сити», но лишь в качестве любителя. Он продолжал работать в шахте ещё, по крайней мере, год, уезжая из Черка лишь для футбольных матчей.
Его дебют за «Манчестер Сити» состоялся 27 октября 1894 года в матче против «Ньюкасл Юнайтед», в котором «Сити» проиграл со счётом 5:4. Неделю спустя, 3 ноября, Мередит сыграл свой первый матч на домашнем стадионе «Сити»: это была игра против «Ньютон Хит» (в будущем изменившим название на «Манчестер Юнайтед»), также ставшая первым в истории манчестерским дерби в рамках лиги. В этом матче Мередит забил два гола, но победу со счётом 5:2 одержал «Ньютон Хит». В январе 1895 года Мередит подписал профессиональный контракт с «Сити».
В сезоне 1895/96 он стал лучшим бомбардиром своего клуба, несмотря на то, что он играл на фланге, а не на позиции центрфорварда. В следующем сезоне он вновь стал лучшим бомбардиром команды, но в сезоне 1897/98 уступил звание лучшего бомбардира клуба Билли Гиллеспи. В последнем матче того сезона Мередит сделал свой первый хет-трик за «Сити» в ворота «Бертон Свифтс», который был разгромлен со счётом 9:0. К тому моменту он уже стал любимцем болельщиков, прозвавших его «Валлийским волшебником» (Welsh Wizard), и собирал множество зрителей на любое событие, которое он посещал, как на футбольном поле, так и за его пределами.
По итогам сезона 1898/99 «Манчестер Сити» вышел в Первый дивизион Футбольной лиги. Мередит забил в том сезоне 29 голов в чемпионате, оформив 4 хет-трика.
В сезоне 1899/1900 «Сити» занял в Первом дивизионе лишь 8-е место, а сезон спустя финишировал на 11-м. Лучшим бомбардиром клуба в сезоне 1900/01 стал Джо Кэссиди, забивший 14 мячей, но он был продан в «Мидлсбро» за 75 фунтов стерлингов, так как руководство «Сити» посчитало, что он не заслуживает зарплату в размере 4 фунтов в неделю. Мередит забил в этом сезоне 7 голов.

Вручение Кубка Англии Билли Мередиту в 1904 году

В сезоне 1901/02 «Манчестер Сити» выбыл из Первого дивизиона. Главный тренер «Сити» Сэм Ормерод подал в отставку, а заменил его Том Мэли, бывший игрок «Престона». В предсезонном матче Ди Джонс, выступавший с Мередитом в сборной Уэльса, получил глубокую рану колена. Несмотря на лечение, рана была инфицирована, у игрока начался сепсис, и он скончался в течение недели. Том Мэли решил строить команду вокруг «звёздных» игроков, Билли Гиллеспи и Билли Мередита. Также в том составе «Сити» заметными игроками были Билли Джонс, Герберт Берджесс, Сэнди Тернбулл, Ирвин Торнли и Джимми Баннистер. В сезоне 1902/03 «Сити» выиграл Второй дивизион, забив 95 голов в 34 матчах. Лучшими бомбардирами клуба стали Гиллеспи (30 голов), Мередит (22 гола), Тернбулл и Баннистер (по 12 голов каждый).
В сезоне 1903/04 «Сити» финишировал на 2-м месте в Первом дивизионе. Команда также вышла в финал Кубка Англии, где победила «Болтон Уондерерс». Мередит, бывший в том матче капитаном «Сити», забил единственный гол, ставший победным. Учитывая неожиданные и стремительные успехи «Сити», Футбольная ассоциация Англии провела расследование деятельности клуба, подозревая наличие нарушений, однако ничего серьёзного выявлено не было.

### Коррупционный скандал и дисквалификация
В сезоне 1904/05 «Манчестер Сити» вновь участвовал в борьбе за чемпионский титул. В последнем туре чемпионата «Сити» должен был обыграть «Астон Виллу». В этом матче Сэнди Тернбулл отметился стычкой с капитаном «Астон Виллы» Алексом Ликом. Лик обрушился на Тернбулла с нецензурной бранью, на что тот ответил оскорбительным жестом. После этого Лик ударил Тернбулла. По отчётам нескольких журналистов, после матча игроки «Виллы» приволокли Тернбулла в свою раздевалку и избили его. Матч завершился победой «Астон Виллы» со счётом 3:1, а «Сити» финишировал на 3-м месте.
После игры Алекс Лик заявил, что Билли Мередит предложил ему 10 фунтов стерлингов за проигрыш в матче. Несмотря на то, что Мередит не признал себя виновным, Футбольная ассоциация оштрафовала его и дисквалифицировала на год. «Манчестер Сити» отказался предоставить Мередиту финансовую помощь, и он решил публично озвучить ситуацию в клубе: «В чём секрет успеха «Манчестер Сити»? По моему мнению, он заключается в том, что клуб не соблюдает правило, согласно которому игрок не может получать больше четырёх фунтов в неделю... Команда добилась успеха, клуб платил за эти успехи, и все были довольны».
Заявление Мередита стало сенсацией, так как в 1901 году в Англии был установлен потолок зарплат футболистов в размере 4 фунтов в неделю. Футбольная ассоциация Англии была вынуждена провести новое расследование финансовых операций «Манчестер Сити». Было обнаружено, что «Сити» осуществляет нелегальные дополнительные выплаты всем своим футболистам. После этого главный тренер «Сити» Том Мэли был пожизненно дисквалифицирован, а 17 футболистов клуба были оштрафованы и дисквалифицированы до января 1907 года.
«Манчестер Сити» был вынужден выставить своих игроков на продажу. Аукцион состоялся в отеле «Куинз» в Манчестере. Главный тренер «Манчестер Юнайтед» Эрнест Мангнэлл приобрёл Билли Мередита на аукционе всего за 500 фунтов стерлингов. Кроме того, тренер «Юнайтед» купил ещё трёх игроков «Сити»: Герберта Берджесса, Сэнди Тернбулла и Джимми Баннистера.

### «Манчестер Юнайтед» (1906—1921)

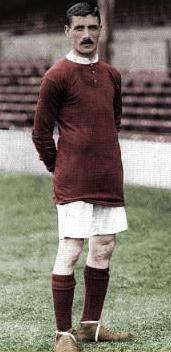
Мередит в футболке «Манчестер Юнайтед»

В мае 1906 года, ещё отбывая свою дисквалификацию, Билли Мередит стал игроком «Манчестер Юнайтед». Дисквалификация длилась до конца 1906 года, и 1 января 1907 года Мередит дебютировал в красной футболке «Манчестер Юнайтед» в матче против «Астон Виллы». Матч завершился победой «Юнайтед» со счётом 1:0, единственный гол забил Сэнди Тернбулл с подачи Билли Мередита. На протяжении остатка сезона 1906/07 «Юнайтед» проиграл лишь четыре матча и завершил чемпионат на 8-м месте. Мередит забил 5 голов в 16 матчах этого сезона.
Сезон 1907/08 «Манчестер Юнайтед» начал с трёх побед подряд, за которыми последовало поражение от «Мидлсбро» со счётом 2:1. После этого команда одержала 10 побед подряд. По итогам сезона «Манчестер Юнайтед» стал чемпионом Англии. Мередит был одним из ключевых игроков в завоевании титула, забив 10 голов, а также делая голевые передачи для нападающих Сэнди Тернбулла (25 голов) и Джорджа Уолла (19 голов).
В следующем сезоне «Манчестер Юнайтед» удачно выступил в Кубке Англии. По пути к финалу «красные» победили «Брайтон энд Хоув Альбион», «Эвертон», «Блэкберн Роверс», «Бернли» и, наконец, сильный «Ньюкасл Юнайтед», который выиграл чемпионат в этом сезоне. После окончания полуфинального матча на Кубок Англии потерпевшие поражение игроки «Ньюкасла» провели 15 минут под сильным дождём, ожидая выхода игроков «Манчестер Юнайтед», чтобы поаплодировать им в знак уважения. В финале «Юнайтед» встретился с «Бристоль Сити». Единственный гол в матче забил Сэнди Тернбулл на 22-й минуте. Таким образом, «Юнайтед» впервые в своей истории выиграл Кубок Англии, а для Билли Мередита это была уже вторая победа в этом турнире.
В сезоне 1909/10 «Манчестер Юнайтед» занял в чемпионате 5-е место, а Мередит забил 5 мячей.
В июне 1910 года Эрнест Мангнэлл купил Инока Уэста из «Ноттингем Форест». Уэст сформировал мощное атакующее трио с Сэнди Тернбуллом и Гарольдом Халсом, а Мередит снабжал их голевыми передачами. В сезоне 1910/11 Уэст забил 20 голов, Тернбулл — 19, Халс — 10, а Мередит — 5. Перед последним туром сезона «Астон Вилла» опережала «Юнайтед» на одно очко. «Юнайтед» принимал на «Олд Траффорд» идущий на 3-м месте «Сандерленд», а «Вилла» отправилась в гости к «Ливерпулю». Свой матч «Юнайтед» выиграл со счётом 5:1. Чарли Робертс рассказал корреспонденту газеты Manchester Saturday Post о том, что произошло после финального свистка: «После окончания игры наши болельщики высыпали по периметру поля перед трибунами в ожидании новостей из Ливерпуля. Внезапно очень сильный гул восторга повис в воздухе, повторяясь снова и снова. Мы знали, что мы снова стали чемпионами». «Астон Вилла» проиграла «Ливерпулю» со счётом 3:1, и «Юнайтед» во второй раз в своей истории стал чемпионом Англии, а у Мередита в коллекции было уже два чемпионских титула и два Кубка Англии.
В последующие четыре сезона «Юнайтед» не смог добиться никаких серьёзных успехов (лучшим достижением было 4-е место в сезоне 1912/13), а затем футбольные соревнования были прерваны из-за начала Первой мировой войны. На момент начала войны Мередиту было 40 лет. В военный период Мередит даже сыграл против «Юнайтед», выступая в качестве приглашённого игрока за «Порт Вейл». После окончания войны Мередит провёл ещё два сезона в «Манчестер Юнайтед», после чего вернулся в «Манчестер Сити».
Всего Билли Мередит провёл за «красных» 335 матчей, в которых забил 36 голов.

### Возвращение в «Манчестер Сити»
В 1921 году 47-летний Мередит вернулся в «Сити», где стал играющим тренером. В 1924 году он забил гол в матче Кубка Англии против «Брайтона». Его последним матчем в профессиональной карьере стала игра с «Ньюкаслом» в Кубке Англии 29 марта 1924 года. На тот момент ему было 49 лет и 245 дней, что является рекордом Кубка Англии. Всего Мередит провёл за «Сити» 393 матча и забил 151 гол.

## Карьера в сборной
Мередит провёл 48 матчей за национальную сборную Уэльса, забив 10 голов. Комитет сборной Уэльса, выбиравший в те времена состав игроков, вызывал Мередита 71 раз, но фактически он провёл лишь 48 матчей. Основной причиной этого было нежелание клубов отпускать игрока на матчи сборной. В 1907 году выиграл со сборной Уэльса домашний чемпионат Британии. Мередит является обладателем рекорда сборной Уэльса как самый возрастной игрок: он сыграл свой последний матч за сборную в возрасте 45 лет и 229 дней.

### Матчи Мередита за сборную Уэльса
| Матчи и голы Билли Мередита за сборную Уэльса | Матчи и голы Билли Мередита за сборную Уэльса | Матчи и голы Билли Мередита за сборную Уэльса | Матчи и голы Билли Мередита за сборную Уэльса | Матчи и голы Билли Мередита за сборную Уэльса | Матчи и голы Билли Мередита за сборную Уэльса |
| --------------------------------------------- | --------------------------------------------- | --------------------------------------------- | --------------------------------------------- | --------------------------------------------- | --------------------------------------------- |
| №                                             | Дата                                          | Соперник                                      | Счёт                                          | Голы Мередита                                 | Соревнование                                  |
| 1                                             | 16 марта 1895                                 | Ирландия                                      | 2:2                                           | -                                             | Домашний чемпионат 1895                       |
| 2                                             | 18 марта 1895                                 | Англия                                        | 1:1                                           | -                                             | Домашний чемпионат 1895                       |
| 3                                             | 29 февраля 1896                               | Ирландия                                      | 6:1                                           | 2                                             | Домашний чемпионат 1896                       |
| 4                                             | 16 марта 1896                                 | Англия                                        | 1:9                                           | -                                             | Домашний чемпионат 1896                       |
| 5                                             | 6 марта 1897                                  | Ирландия                                      | 3:4                                           | 2                                             | Домашний чемпионат 1897                       |
| 6                                             | 20 марта 1897                                 | Шотландия                                     | 2:2                                           | -                                             | Домашний чемпионат 1897                       |
| 7                                             | 29 марта 1897                                 | Англия                                        | 0:4                                           | -                                             | Домашний чемпионат 1897                       |
| 8                                             | 19 февраля 1898                               | Ирландия                                      | 0:1                                           | -                                             | Домашний чемпионат 1898                       |
| 9                                             | 28 марта 1898                                 | Англия                                        | 0:3                                           | -                                             | Домашний чемпионат 1898                       |
| 10                                            | 20 марта 1899                                 | Англия                                        | 0:4                                           | -                                             | Домашний чемпионат 1899                       |
| 11                                            | 24 февраля 1900                               | Ирландия                                      | 2:0                                           | 1                                             | Домашний чемпионат 1900                       |
| 12                                            | 26 марта 1900                                 | Англия                                        | 1:1                                           | 1                                             | Домашний чемпионат 1900                       |
| 13                                            | 18 марта 1901                                 | Англия                                        | 0:6                                           | -                                             | Домашний чемпионат 1901                       |
| 14                                            | 23 марта 1901                                 | Ирландия                                      | 1:0                                           | -                                             | Домашний чемпионат 1901                       |
| 15                                            | 3 марта 1902                                  | Англия                                        | 0:0                                           | -                                             | Домашний чемпионат 1902                       |
| 16                                            | 15 марта 1902                                 | Шотландия                                     | 1:5                                           | -                                             | Домашний чемпионат 1902                       |
| 17                                            | 2 марта 1903                                  | Англия                                        | 1:2                                           | -                                             | Домашний чемпионат 1903                       |
| 18                                            | 9 марта 1903                                  | Шотландия                                     | 0:1                                           | -                                             | Домашний чемпионат 1903                       |
| 19                                            | 28 марта 1903                                 | Ирландия                                      | 0:2                                           | -                                             | Домашний чемпионат 1903                       |
| 20                                            | 29 февраля 1904                               | Англия                                        | 2:2                                           | -                                             | Домашний чемпионат 1904                       |
| 21                                            | 6 марта 1905                                  | Шотландия                                     | 3:1                                           | 1                                             | Домашний чемпионат 1905                       |
| 22                                            | 27 марта 1905                                 | Англия                                        | 1:3                                           | -                                             | Домашний чемпионат 1905                       |
| 23                                            | 23 февраля 1907                               | Ирландия                                      | 3:2                                           | 1                                             | Домашний чемпионат 1907                       |
| 24                                            | 4 марта 1907                                  | Шотландия                                     | 1:0                                           | -                                             | Домашний чемпионат 1907                       |
| 25                                            | 18 марта 1907                                 | Англия                                        | 1:1                                           | -                                             | Домашний чемпионат 1907                       |
| 26                                            | 16 марта 1908                                 | Англия                                        | 1:7                                           | -                                             | Домашний чемпионат 1908                       |
| 27                                            | 11 апреля 1908                                | Ирландия                                      | 0:1                                           | -                                             | Домашний чемпионат 1908                       |
| 28                                            | 1 марта 1909                                  | Шотландия                                     | 3:2                                           | -                                             | Домашний чемпионат 1909                       |
| 29                                            | 15 марта 1909                                 | Англия                                        | 0:2                                           | -                                             | Домашний чемпионат 1909                       |
| 30                                            | 29 марта 1909                                 | Ирландия                                      | 3:2                                           | 1                                             | Домашний чемпионат 1909                       |
| 31                                            | 5 марта 1910                                  | Шотландия                                     | 0:1                                           | -                                             | Домашний чемпионат 1910                       |
| 32                                            | 14 марта 1910                                 | Англия                                        | 0:1                                           | -                                             | Домашний чемпионат 1910                       |
| 33                                            | 11 апреля 1910                                | Ирландия                                      | 4:1                                           | -                                             | Домашний чемпионат 1910                       |
| 34                                            | 28 января 1911                                | Ирландия                                      | 2:1                                           | -                                             | Домашний чемпионат 1911                       |
| 35                                            | 6 марта 1911                                  | Шотландия                                     | 2:2                                           | -                                             | Домашний чемпионат 1911                       |
| 36                                            | 13 марта 1911                                 | Англия                                        | 0:3                                           | -                                             | Домашний чемпионат 1911                       |
| 37                                            | 2 марта 1912                                  | Шотландия                                     | 0:1                                           | -                                             | Домашний чемпионат 1912                       |
| 38                                            | 11 марта 1912                                 | Англия                                        | 0:2                                           | -                                             | Домашний чемпионат 1912                       |
| 39                                            | 13 апреля 1912                                | Ирландия                                      | 2:3                                           | -                                             | Домашний чемпионат 1912                       |
| 40                                            | 18 января 1913                                | Ирландия                                      | 1:0                                           | -                                             | Домашний чемпионат 1912                       |
| 41                                            | 3 марта 1913                                  | Шотландия                                     | 0:0                                           | -                                             | Домашний чемпионат 1913                       |
| 42                                            | 17 марта 1913                                 | Англия                                        | 3:4                                           | 1                                             | Домашний чемпионат 1913                       |
| 43                                            | 19 января 1914                                | Ирландия                                      | 1:2                                           | -                                             | Домашний чемпионат 1914                       |
| 44                                            | 28 февраля 1914                               | Шотландия                                     | 0:0                                           | -                                             | Домашний чемпионат 1914                       |
| 45                                            | 16 марта 1914                                 | Англия                                        | 0:2                                           | -                                             | Домашний чемпионат 1914                       |
| 46                                            | 14 февраля 1920                               | Ирландия                                      | 2:2                                           | -                                             | Домашний чемпионат 1919/20                    |
| 47                                            | 26 февраля 1920                               | Шотландия                                     | 1:1                                           | -                                             | Домашний чемпионат 1919/20                    |
| 48                                            | 15 марта 1920                                 | Англия                                        | 2:1                                           | -                                             | Домашний чемпионат 1919/20                    |

Итого: 48 матчей / 10 голов; 12 побед, 12 ничьих, 24 поражения.

## После завершения карьеры игрока
В 1928 году, вместе с бывшим одноклубником Чарли Робертсом вошёл в тренерский штаб клуба «Манчестер Сентрал». Зять Мередита, бывший капитан «Сити» Чарли Прингл, играл за этот клуб.
В 1931 году вернулся в «Манчестер Юнайтед», где работал в тренерском штабе и был скаутом клуба. На протяжении всей оставшейся жизни был плотно связан с обоими манчестерскими клубами («Сити» и «Юнайтед»), в частности, приглашался на важные матчи обеих этих команд.
Был содержателем, а затем и владельцем паба в отеле «Стретфорд Роуд» в Манчестере. Часто выступал на радио в качестве приглашённого футбольного эксперта. В 1940-е годы был в тяжелой финансовой ситуации и сыграл в нескольких благотворительных матчах для сбора средств.

## Профсоюзная деятельность

Билли Мередит в образе Гая Фокса в карикатуре Manchester Evening News

Билли Мередит занимал активную общественную позицию. Он считал несправедливой слабую финансовую и правовую защищённость  футболистов и их семей. Так, после смертей в 1902 году Джимми Росса и Дэвида Джонса, одноклубников Мередита по «Манчестер Сити», клуб отказался предоставить финансовую помощь их вдовам и детям. В апреле 1907 года во время матча резервистов «Манчестер Юнайтед» умер Томас Блэксток. В свидетельстве о смерти футболиста были указаны «естественные причины», поэтому его семья не получила компенсации от клуба.
В 1907 году Мередит вместе с одноклубниками Чарли Робертсом, Чарли Сейгаром, Гербертом Берджессом и Сэнди Тернбуллом основали профсоюз футболистов (англ. Players' Union), целью которого стала защита прав футболистов и лоббирование ослабления запретов по зарплатам и трансферам. Первое собрание профсоюза состоялось 2 декабря 1907 года в отеле «Империал» в Манчестере. Кроме игроков «Манчестер Юнайтед», на собрании присутствовали делегаты от клубов «Манчестер Сити», «Ньюкасл Юнайтед», «Брэдфорд Сити», «Вест Бромвич Альбион», «Ноттс Каунти», «Шеффилд Юнайтед» и «Тоттенхэм Хотспур».
Для Мередита это был не первый опыт участия в профсоюзе. Ранее он принимал участие в деятельности профсоюза футболистов ассоциации (Association Footballers' Union), действовавшем в конце XIX века. Секретарём нового профсоюза был выбран Герберт Брумфилд. Билли Мередит председательствовал на собраниях профсоюза в Лондоне и Ноттингеме. В течение нескольких недель большинство футболистов Футбольной лиги вступили в профсоюз.
Ассоциация профессиональных футболистов (Professional Footballers' Association) получила поддержку от руководства некоторых клубов. Так, Джон Бентли и Джон Генри Дейвис из «Манчестер Юнайтед» поддержали кампанию по отмене потолка зарплат для футболистов в размере 4 фунтов в неделю. После смерти Фрэнка Левика из «Шеффилд Юнайтед» в 1908 году профсоюз футболистов выслал его семье 20 фунтов стерлингов, а также вступил в переговоры с его клубом по выплате компенсации его жене.  Также профсоюз работал над вопросом применения акта о компенсации работникам 1906 года (согласно которому работники имели право на компенсацию в случае травм на производстве) по отношению к профессиональным футболистам.
В 1908 году Футбольная ассоциация Англии (ФА) приняла решение сохранить потолок зарплат для игроков в неизменном виде. Профсоюз футболистов продолжил переговоры с Футбольной ассоциацией, но к апрелю они зашли в тупик. В июне 1909 года Футбольная ассоциация приказала всем футболистам выйти из профсоюза, в противном случае их профессиональная регистрация будет аннулирована. Большинство футболистов восприняли угрозу всерьёз и вышли из состава профсоюза. В первых рядах вышедших из его состава были игроки «Астон Виллы»: все 28 футболистов бирмингемского клуба подписали публичную декларацию о выходе из состава профсоюза футболистов и безоговорочном подчинении решениям ФА. Были и те, кто отказался подчиниться. Среди них был весь состав «Манчестер Юнайтед», а также 17 футболистов «Сандерленда».

Футбольная ассоциация управляет нами, как плохие бароны в древности управляли своими людьми. Так больше не может продолжаться. Футболисты отказываются от того, чтобы их воспринимали как детей и рабов.
— Билли Мередит
Карьеры игроков, оставшихся в профсоюзе, находились под угрозой: с утратой своего профессионального статуса они теряли свои зарплаты и средства к существованию. Билли Мередит также испытывал финансовые трудности в этот период: пожар уничтожил склад его магазина спортивных товаров в Манчестере, который не был застрахован. Фактически Мередит находился на грани банкротства. Несмотря на это, игроки «Манчестер Юнайтед» отказались сдаваться и основали футбольный клуб «Отщепецы» (Outcasts Football Club), в котором планировали продолжать играть в футбол, несмотря на запрет. Тем временем игрок «Ньюкасла» Колин Вейтч продолжал вести переговоры с ФА, пытаясь восстановить права членов профсоюза. В итоге на встрече в Бирмингеме 31 августа 1909 года Футбольная ассоциация разрешила футболистам участвовать в профсоюзе. Конфликт был исчерпан, а все игроки были восстановлены в своём статусе.
Билли Мередит, однако, рассматривал такой исход событий как поражение профсоюза футболистов:
Плачевность ситуации в том, что так много игроков отказываются  относиться к этому серьёзно и довольствуются тем, что живут как школьники, делают то, что им скажут... вместо того, чтобы думать и действовать в интересах себя и своего класса.

## Личные и игровые характеристики

Шарж на Мередита

Мередит был противоречивой фигурой, несмотря на свой несомненный талант на футбольном поле. В обоих манчестерских клубах он нередко конфликтовал с тренерами, угрожал уйти из клуба, а также настойчиво требовал повышения зарплаты. Известно также, что он выступал категорически против того, чтобы женщины смотрели футбольные матчи.
В начале своей футбольной карьеры приобрёл привычку жевать табак даже во время матчей. Однако после того, как работники клуба отказались чистить его футболку от следов слюны, он стал жевать зубочистку. По его словам, это помогало ему сконцентрироваться во время матча. В итоге образ Билли Мередита стал неотделим от зубочистки, торчащей из его рта.
В плане игровых характеристик отличался эффектным дриблингом и высокой скоростью, позволявшим ему обыгрывать защитников соперника и создавать голевые моменты для себя и своих партнёров по команде. Выступал на фланге на позиции крайнего нападающего или вингера. Благодаря своей эффектной игре приобрёл множество поклонников и стал одной из первых «суперзвёзд» в мире футбола.
Играл в футбол на высоком уровне почти до 50 лет. Сам он объяснял своё игровое долголетие правильными тренировками, позволявшими ему поддерживать высокий уровень физической готовности.
С того момента, когда я начал играть в школьном возрасте, я всегда понимал, что для хорошей игры футболист должен быть физически готов. Я был физически готов на протяжении 25 лет и чувствую, что эта готовность будет со мной ещё долго. Я никогда не употребляю алкоголь, хотя и курю трубку. Я регулярно тренируюсь, дважды в неделю. Мои тренировки заключаются — и всегда заключались — в работе с мячом. Вы не можете слишком много работать с мячом — я бы хотел, чтобы молодёжь хорошо усвоила это. Когда я был школьником, мистер Томас, наш директор в Черке, особо отмечал важность контроля мяча. Если мы выбивали мяч за забор, мы сразу же отправлялись в класс на уроки. „Держите мяч на земле“, — говорил мистер Томас, и он был прав. Если у тебя нет контроля над мячом, ты плохой футболист. Поначалу ты можешь быть медленным, но скорость со временем появится, а быстрый игрок с хорошим контролем мяча всегда полезнее для команды, чем быстрый игрок, который вскоре потеряет мяч.

## Смерть и признание
Билли Мередит умер в Уититгтоне, Манчестер, 19 апреля 1958 года в возрасте 83 лет.
Долгое время его могила даже не имела специального надгробия. Лишь в 2001 году совместными усилиями Профессиональной футбольной ассоциации, Футбольной ассоциации Уэльса, а также клубов «Манчестер Сити» и «Манчестер Юнайтед» были собраны деньги на создание и установку нового надгробия на его могиле. При создании надгробия проводились активные консультации с 94-летней дочерью Мередита.
В 1998 году Билли Меридит был включён в список 100 легенд Футбольной лиги. В 2004 году он был включён в Зал славы, расположенный на стадионе «Сити оф Манчестер». В августе 2007 года Мередит был включён в Зал славы английского футбола.

## Командные достижения
«Черк»
- Обладатель Кубка Уэльса: 1894
- Итого: 1 трофей

«Манчестер Сити»

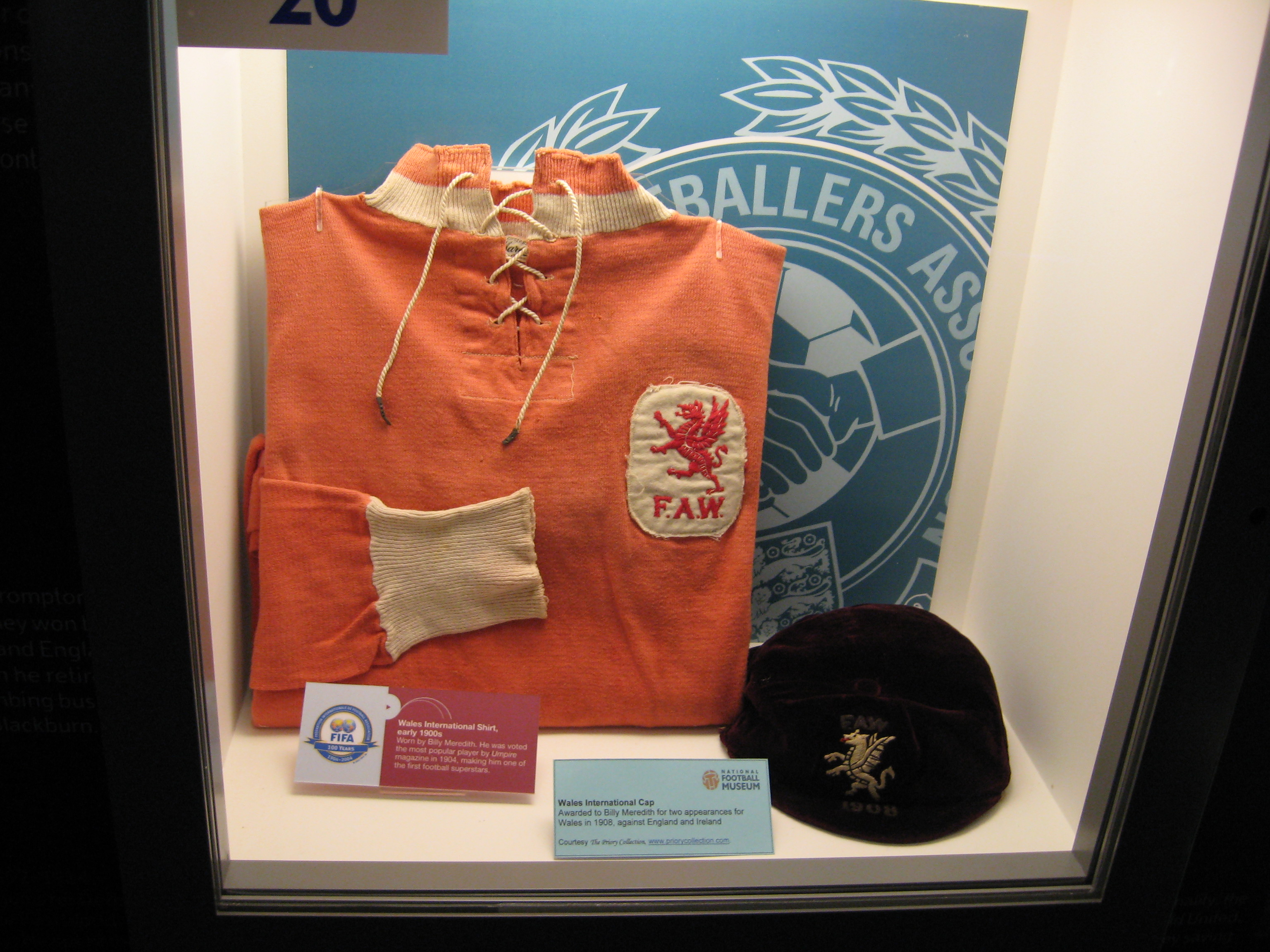
Футболка Билли Мередита в Национальном музее футбола в Манчестере

- Чемпион Второго дивизиона (2): 1898/99, 1902/03
- Обладатель Кубка Англии: 1904
- Итого: 3 трофея

«Манчестер Юнайтед»
- Чемпион Первого дивизиона (2): 1907/08, 1910/11
- Обладатель Кубка Англии: 1909
- Обладатель Суперкубка Англии (2): 1908, 1911
- Итого: 5 трофеев

Национальная сборная Уэльса
- Победитель Домашнего чемпионата Великобритании (2): 1907, 1919/20

## Личные достижения
- Включён в Зал славы валлийского спорта (WSHF): 1990
- Включён в список 100 легенд Футбольной лиги: 1998
- Включён в Зал славы стадиона «Сити оф Манчестер»: 2004
- Включён в Зал славы английского футбола: 2007
- Самый возрастной игрок в истории сборной Уэльса: 45 лет и 229 дней
- Самая длительная карьера в сборной Уэльса: 25 лет (1895—1920)

## Статистика выступлений
| Клуб                      | Сезон                     | Лига | Лига | Кубки | Кубки | Прочие | Прочие | Итого | Итого |
| Клуб                      | Сезон                     | Игры | Голы | Игры  | Голы  | Игры   | Голы   | Игры  | Голы  |
| ------------------------- | ------------------------- | ---- | ---- | ----- | ----- | ------ | ------ | ----- | ----- |
| Черк                      | 1892/93                   | 22   | 10   | 3     | 3     | 3+     | 2+     | 28+   | 15+   |
| Черк                      | 1893/94                   | 1    | 1    | 5     | 2     | ?      | ?      | 6+    | 3+    |
| Черк                      | 1894/95                   | 0    | 0    | 0     | 0     | ?      | ?      | ?     | ?     |
| Черк                      | Итого                     | 23   | 11   | 8     | 5     | 13+    | 11     | 44+   | 27    |
| Нортуич Виктория          | 1893/94                   | 11   | 5    | 0     | 0     | 2      | 2      | 13    | 7     |
| Нортуич Виктория          | Итого                     | 11   | 5    | 0     | 0     | 2      | 2      | 13    | 7     |
| Рексем                    | 1893/94                   | 1    | 0    | 0     | 0     | 0      | 0      | 1     | 0     |
| Рексем                    | Итого                     | 1    | 0    | 0     | 0     | 0      | 0      | 1     | 0     |
| Манчестер Сити            | 1894/95                   | 18   | 12   | 0     | 0     | 0      | 0      | 18    | 12    |
| Манчестер Сити            | 1895/96                   | 29   | 12   | 0     | 0     | 4      | 1      | 33    | 13    |
| Манчестер Сити            | 1896/97                   | 27   | 10   | 1     | 0     | 0      | 0      | 28    | 10    |
| Манчестер Сити            | 1897/98                   | 30   | 12   | 2     | 0     | 0      | 0      | 32    | 12    |
| Манчестер Сити            | 1898/99                   | 33   | 29   | 1     | 1     | 0      | 0      | 34    | 30    |
| Манчестер Сити            | 1899/00                   | 33   | 14   | 2     | 0     | 0      | 0      | 35    | 14    |
| Манчестер Сити            | 1900/01                   | 34   | 7    | 1     | 0     | 0      | 0      | 35    | 7     |
| Манчестер Сити            | 1901/02                   | 33   | 8    | 4     | 0     | 0      | 0      | 37    | 8     |
| Манчестер Сити            | 1902/03                   | 34   | 22   | 1     | 0     | 0      | 0      | 35    | 22    |
| Манчестер Сити            | 1903/04                   | 34   | 11   | 6     | 2     | 0      | 0      | 40    | 13    |
| Манчестер Сити            | 1904/05                   | 33   | 8    | 2     | 1     | 0      | 0      | 35    | 9     |
| Манчестер Сити            | Итого                     | 338  | 145  | 20    | 4     | 4      | 1      | 362   | 150   |
| Манчестер Юнайтед         | 1906/07                   | 16   | 5    | 2     | 0     | 0      | 0      | 18    | 5     |
| Манчестер Юнайтед         | 1907/08                   | 37   | 10   | 4     | 0     | 2      | 1      | 43    | 11    |
| Манчестер Юнайтед         | 1908/09                   | 34   | 0    | 4     | 0     | 0      | 0      | 38    | 0     |
| Манчестер Юнайтед         | 1909/10                   | 31   | 5    | 1     | 0     | 0      | 0      | 32    | 5     |
| Манчестер Юнайтед         | 1910/11                   | 35   | 5    | 3     | 0     | 0      | 0      | 38    | 5     |
| Манчестер Юнайтед         | 1911/12                   | 35   | 3    | 6     | 0     | 1      | 0      | 42    | 3     |
| Манчестер Юнайтед         | 1912/13                   | 22   | 2    | 5     | 0     | 0      | 0      | 27    | 2     |
| Манчестер Юнайтед         | 1913/14                   | 34   | 2    | 1     | 0     | 0      | 0      | 35    | 2     |
| Манчестер Юнайтед         | 1914/15                   | 26   | 0    | 1     | 0     | 0      | 0      | 27    | 0     |
| Манчестер Юнайтед         | 1919/20                   | 19   | 2    | 2     | 0     | 0      | 0      | 21    | 2     |
| Манчестер Юнайтед         | 1920/21                   | 14   | 1    | 0     | 0     | 0      | 0      | 14    | 1     |
| Манчестер Юнайтед         | Итого                     | 303  | 35   | 29    | 0     | 3      | 1      | 335   | 36    |
| Манчестер Сити            | 1921/22                   | 25   | 0    | 0     | 0     | 0      | 0      | 25    | 0     |
| Манчестер Сити            | 1922/23                   | 1    | 0    | 0     | 0     | 0      | 0      | 1     | 0     |
| Манчестер Сити            | 1923/24                   | 2    | 0    | 4     | 1     | 0      | 0      | 6     | 1     |
| Манчестер Сити            | Итого                     | 28   | 0    | 4     | 1     | 0      | 0      | 32    | 1     |
| Всего за «Манчестер Сити» | Всего за «Манчестер Сити» | 366  | 145  | 24    | 5     | 4      | 1      | 394   | 151   |
| Всего за карьеру          | Всего за карьеру          | 704  | 196  | 61    | 10    | 22+    | 15     | 787+  | 221   |